# Virginia Slims of Dallas 1984
Il Virginia Slims of Dallas 1984 è stato un torneo di tennis disputato su campi sintetici indoor. È stata la 13ª edizione del torneo, facente parte del Virginia Slims World Championship Series 1984. Si è svolto a Dallas, negli USA, dal 19 al 25 marzo 1984.

## Campionesse

### Singolare
Hana Mandlíková ha battuto in finale  Kathy Jordan con il punteggio di 7–6, 3–6, 6–1

### Doppio
Leslie Allen /  Anne White hanno battuto in finale  Sandy Collins /  Elizabeth Sayers con il punteggio di 6–4, 5–7, 6–2